# Raión de Shamkir
Shamkir (en azerí: Şəmkir) es uno de los cincuenta y nueve rayones en los que subdivide políticamente la República de Azerbaiyán. La capital es la ciudad de Shamkir.

## Territorio y Población
Comprende una superficie de 1956,7 kilómetros cuadrados con una población de 186 697 personas y una densidad poblacional de 95,41 habitantes por kilómetro cuadrado.

## Economía
El raión es principalmente productor de vino, cereales y hortalizas y explotaciones ganaderas. Al norte de la ciudad Şəmkir hay una central hidroeléctrica.